# Cucullia hemidiaphana
Cucullia hemidiaphana là một loài bướm đêm trong họ Noctuidae.